# Snow (Hey Oh)
"Snow (Hey Oh)" 是嗆辣紅椒 在2006年第49届格莱美奖的获奖作品，来自于双专辑《星戰競技場》。该曲发布后迅速在Billboard的现代摇滚乐列表上获得首位，并在该位置连续保持了五星期。这首歌是他们第11首榜首曲目。主唱安東尼·基德斯表示，这首歌「是关于生存和重新开始。我把一切都弄得一团糟，但我有雪白的一张画纸让我从新开始」
然而乐队在星戰競技場巡回演出结束5年之后才首次登台演出这首歌，已是2012年6月28日，当时他们在荷兰进行I'm with You巡回演出。

## 歌曲背景
这首歌和之前专辑By the Way的风格一致，舒缓并充满旋律性。主要旋律由吉他手John Frusciante的快速弹奏构成，并大量使用了Flea的double stop贝斯技巧。该曲是升A小调的。
Frusciante.net在曲目发布前透露说，它将会是专辑 Stadium Arcadium7首歌里的第三首，并作为单曲发布。甚至在单曲发布之前，它就在英国itunes前100曲目中升到了第53名的位置，并最终在英国最佳单曲列表中达到了第16名。在2007年一月，"Snow (Hey Oh)"破记录的成为该乐队第11首在美国流行摇滚单曲里成为榜首的歌曲，并且是第三首'Stadium Arcadium'专辑里连续称霸流行摇滚单曲列表的曲目。
在德国，这首歌是该乐队最成功的曲目，达到了第五名，并且是乐队唯一进入前10名的曲目。

## 曲目列表
CD-单曲
1. "Snow (Hey Oh)" – 5:34
2. "Permutation" (Live) – 3:43

Maxi-single 9362 42983-2
1. "Snow (Hey Oh)" – 5:34
2. "Funny Face" – 4:46
3. "I'll Be Your Domino" – 3:54

国际CD-单曲 5439 15624-2
1. "Snow (Hey Oh)" – 5:34
2. "Funny Face" – 4:46

7" Picture disk 5439 15623-7
1. "Snow (Hey Oh)" – 5:34
2. "Funny Face" – 4:46

iTunes 单曲
1. "Snow (Hey Oh)" – 5:34
2. "Funny Face" – 4:46
3. "I'll Be Your Domino" – 3:54
4. "Permutation" (Live) – 3:43

## 引用
1. ↑  . invisible-movement.de. 1 June 2006  [28 July 2011]. （原始内容存档于2011年8月6日）.
2. ↑  . musicline.de.   [28 July 2011]. （原始内容存档于2013-10-21）.